# Alain Collina
Alain Collina (Ajaccio, 31 dicembre 1956) è un ex calciatore francese, di ruolo centrocampista.

## Carriera
Nella stagione 1973-1974 gioca una partita in Coppa di Francia e 3 partite (nelle quali segna anche un gol) nella seconda divisione francese con l'Ajaccio, club della sua città natale, nel quale milita (pur senza disputare ulteriori partite) anche nella stagione 1974-1975. Dal 1975 al 1977 gioca invece nel Nizza, con cui gioca una partita in prima divisione francese nella stagione 1975-1976 ed un'ulteriore partita nella medesima categoria nella stagione 1976-1977. Nell'estate del 1977 scende di categoria, passando al Gazélec Ajaccio, con la cui maglia nel corso della stagione 1977-1978 disputa 6 partite nella seconda divisione francese.
Nell'estate del 1978 passa invece al Nancy, con cui nella stagione 1978-1979 gioca 4 partite in prima divisione; rimane nel club anche nelle successive 3 stagioni: nella stagione 1978-1979 è spesso titolare (21 presenze), mentre nelle due annate seguenti viene impiegato con minor frequenza (2 presenze nella stagione 1980-1981 e 7 presenze in campionato e 3 in Coppa di Francia nella stagione 1981-1982); nell'estate del 1982 lascia dopo quattro stagioni il club, facendo ritorno al Gazélec Ajaccio, con la cui maglia dal 1982 al 1986 gioca nella terza divisione francese. In seguito, gioca per ulteriori due stagioni in seconda divisione (8 presenze nella stagione 1986-1987 e 3 presenze nella stagione 1987-1988) e per un'ulteriore stagione in terza divisione, sempre nel Gazélec Ajaccio.